# Пулитцеровская премия за редакционный комментарий
Пу́литцеровская пре́мия за редакцио́нный коммента́рий (англ. Pulitzer Prize for Editorial Writing) — одна из старейших журналистских номинаций Пулитцеровской премии, существующая с 1917 года.

За выдающуюся редакционную статью, критерием превосходства которой являются доступность изложения, моральные цели, здравые рассуждения и способность влиять на общественное мнение в том направлении, которое автор считает правильным, используя любой доступный журналистский инструмент.Оригинальный текст (англ.)For distinguished editorial writing, the test of excellence being clearness of style, moral purpose, sound reasoning, and power to influence public opinion in what the writer conceives to be the right direction, using any available journalistic tool.

## История
Согласно мнению Джозефа Пулитцера, редакционные комментарии являются одним из основных форматов для американской прессы. Так, во время руководства New York World и St. Lowie Post-Diepatch издатель уделял особое внимание развитию колонок с авторскими эссе. И в своём завещании выделил для них одну из четырёх первоначальных номинаций в журналистике.

## Лауреаты
| Год  | Лауреат                                                               | Издание                                     | Комментарий |
| ---- | --------------------------------------------------------------------- | ------------------------------------------- | --- |
| 1917 | —                                                                     | New York Tribune                            | За редакционную статью о первой годовщине гибели лайнера Лузитании. |
| 1918 | —                                                                     | Louisville Courier Journal                  | За редакционные статьи «Горе побеждённым!» и «У войны своя компенсации». |
| 1919 | Не вручалась                                                          | Не вручалась                                | Не вручалась |
| 1920 | Харви Ньюбранч                                                        | Evening World Herald (Омаха, Небраска)      | За редакционную статью под названием «Закон и джунгли». |
| 1921 | Не вручалась                                                          | Не вручалась                                | Не вручалась |
| 1922 | Фрэнк О'Брайен                                                        | New York Herald                             | За редакционный комментарий «Неизвестный солдат». |
| 1923 | Уильям Аллен Уайт                                                     | Emporia Gazette (Канзас)                    | За редакционный комментарий «Тревожному другу». |
| 1924 | —                                                                     | Boston Herald                               | За редакционный комментарий «Кто сделал Кулиджа?». |
| 1924 | Фрэнк Кобб (посмертно)                                                | New York World                              | Специальный приз в размере тысячи долларов присудили вдове Фрэнка Кобба в знак признания исключительных писательских навыков и выдающейся службы её мужа. |
| 1925 | —                                                                     | The Post and Courier                        | За редакционный комментарий «Бедственное положение Юга». |
| 1926 | Эдвард Кингсбери                                                      | New York Times                              | За редакционный комментарий «Дом сотни печалей». |
| 1927 | Лористон Буллард                                                      | Boston Herald                               | За редакционный комментарий «Мы покоряемся». |
| 1928 | Гровер Кливленд Холл                                                  | Montgomery Advertiser                       | За статьи против бандитизма, телесных наказаний, расовой и религиозной нетерпимости. |
| 1929 | Луи Исаак Джэфф                                                       | The Virginian-Pilot (Норфолк)               | За редакционный комментарий под названием «Невыразимый акт жестокости», которое характерно для серии статей о пороках линчевания и об успешной пропаганде законопроектов по прекращению этой практики. |
| 1930 | Не вручалась                                                          | Не вручалась                                | Не вручалась |
| 1931 | Чарльз Рикман                                                         | Fremont Tribune (Небраска)                  | За редакционный комментарий «Джентльмен из Небраски». |
| 1932 | Не вручалась                                                          | Не вручалась                                | Не вручалась |
| 1933 | —                                                                     | The Kansas City Star                        | За серию редакционных статей на национальные и международные темы. |
| 1934 | Э. П. Чейз                                                            | Atlantic News-Telegraph (Айова)             | За редакционный комментарий «Где наши деньги?». |
| 1935 | Не вручалась                                                          | Не вручалась                                | Не вручалась |
| 1936 | Феликс Морли                                                          | The Washington Post                         | За выдающиеся редакционные статьи, написанные в течение года. |
| 1936 | Джордж Паркер                                                         | Scripps-Howard Newspapers                   | За выдающиеся редакционные статьи, написанные в течение года. |
| 1937 | Джон Оуэнс                                                            | The Baltimore Sun                           | За выдающиеся редакционные статьи, написанные в течение года. |
| 1938 | Уильям Уэсли Вэймак                                                   | Des Moines Register                         | За выдающиеся редакционные статьи, написанные в течение года. |
| 1939 | Рональд Каллверт                                                      | The Oregonian (Портленд)                    | За выдающиеся редакционные комментарии, написанные в течение года, примером чего является статья под названием «Моя страна, это о тебе» (англ. My Country 'Tis of Thee'). |
| 1940 | Барт Ховард                                                           | St. Louis Post-Dispatch                     | За выдающиеся редакционные статьи, написанные в течение года. |
| 1941 | Рувим Мори                                                            | New York Daily News                         | За выдающиеся редакционные статьи, написанные в течение года. |
| 1942 | Джеффри Парсонс                                                       | New York Herald Tribune                     | За выдающиеся редакционные статьи, написанные в течение года. |
| 1943 | Форрест Сеймур                                                        | Des Moines Register                         | За выдающиеся редакционные статьи, написанные в течение 1942 года. |
| 1944 | Генри Хаскелл                                                         | The Kansas City Star                        | За выдающиеся редакционные статьи, написанные в течение 1943 года. |
| 1945 | Джордж Поттер                                                         | The Providence Journal                      | За редакционные комментарии, опубликованные в течение 1944 года, особенно за редакционные статьи о свободе печати. |
| 1946 | Ходдинг Картер                                                        | Delta Democrat-Times (Гринвилл, Миссисипи)  | За серию редакционных материалов, опубликованных в 1945 году на тему расовой, религиозной и экономической нетерпимости, примером чему служит статья «Идти ва-банк» (англ. Go for Broke). |
| 1947 | Уильям Граймс                                                         | The Wall Street Journal                     | За выдающиеся редакционные статьи, написанные в течение года. |
| 1948 | Вирджинус Дабни                                                       | Richmond Times-Dispatch                     | За выдающиеся редакционные статьи, написанные в течение года. |
| 1949 | Джон Кридер                                                           | Boston Herald                               | За выдающиеся редакционные статьи, написанные в течение года. |
| 1950 | Карл Сондерс                                                          | Jackson Citizen Patriot                     | За выдающиеся редакционные статьи, написанные в течение года. |
| 1951 | Уильям Гарри Фицпатрик                                                | New Orleans States                          | За серию редакционных статей, анализирующих и проясняющих важные конституционные вопросы, которая вышла под заголовком «Правительство по договору». |
| 1952 | Луи Лакосс                                                            | St. Louis Globe Democrat                    | За статью «Низкий статус общественной морали». |
| 1953 | Вермонт Коннектикут Ройстер                                           | Wall Street Journal                         | За выдающиеся редакционные статьи, написанные в течение года. |
| 1954 | Дональд Мюррей                                                        | Boston Herald                               | За серию редакционных статей о «новом взгляде» на национальную оборону, которая привлекла широкое внимание благодаря анализу изменений в военной политике США. |
| 1955 | Ройс Хаус                                                             | Detroit Free Press                          | За статью «Причина забастовки», беспристрастно и чётко анализирующую ответственность как рабочих, так и руководства за несанкционированную забастовку в местном профсоюзе в июле 1954 года, в результате которой 45 тысяч работников Chrysler Corporation простаивали и не получали зарплаты. Материал разъясняет, как и почему Объединённый профсоюз работников автомобильной промышленности приказал прекратить местную забастовку, и заявляет, что руководство позволило недовольству выйти из-под контроля, статья привнесла заметный вклад в понимание обывателями всего комплекса соответствующих обязанностей, трудовых взаимоотношений и особенностей управления в этой области. |
| 1956 | Лорен Сот                                                             | Des Moines Register (Де-Мойн, Айова)        | За приглашение фермерской делегации из Советского Союза посетить Айову под названием «Если русские хотят больше мяса…», которое привело к непосредственному визиту советской сельскохозяйственной организации в США. |
| 1957 | Буфорд Бун                                                            | The Tuscaloosa News                         | За бесстрашные и аргументированные редакционные статьи в сообществе, разгорячённом проблемой сегрегации. Выдающимся примером его работы является редакционная статья «Какова цена за мир» (англ. What a Price for Peace), опубликованная 7 февраля 1956 года. |
| 1958 | Гарри Эшмор                                                           | Arkansas Gazette                            | За убедительный, беспристрастный анализ и наглядность редакционных статей о конфликте школьной интеграции в Литл-Роке. |
| 1959 | Ральф Макгилл                                                         | The Atlanta Constitution                    | За выдающиеся редакционные статьи 1958 года, примером которых является материал «Церковь, школа…» (англ. A Church, A School...), а также за продолжительное, смелое и эффективное руководство в качестве редактора. |
| 1960 | Ленуар Чемберс                                                        | The Virginian-Pilot (Норфолк)               | За серию редакционных статей о проблеме школьной интеграции в Виргинии, примером которых служат материалы «Год закрытия школ», опубликованный 1 января 1959 года, и «Год открытия школ», опубликованный 31 декабря 1959 года (англ. The Year the Schools Closed и англ. The Year the Schools Opened). |
| 1961 | Уильям Дорвилье                                                       | The San Juan Star                           | За редакционные статьи о клерикальном вмешательстве в губернаторские выборы 1960 года в Пуэрто-Рико. |
| 1962 | Томас Сторк                                                           | Santa Barbara News-Press                    | За убедительные редакционные статьи, привлёкшие внимание общественности к деятельности полусекретной организации, известной как Общество Джона Бёрча. |
| 1963 | Айра Б. Харки-младший                                                 | Pascagoula Chronicle                        | За смелые редакционные статьи, посвящённые юридическим аспектам и логическим размышлениям на фоне кризиса интеграции в Миссисипи 1962 года. |
| 1964 | Хейзел Браннон Смит                                                   | Lexington Advertiser                        | За упорную приверженность её обязанностям редактора перед лицом большого давления и оппозиции. |
| 1965 | Джон Харрисон                                                         | The Gainesville Sun (Флорида)               | За успешную редакционную кампанию по улучшению жилищных условий в родном городе автора. |
| 1966 | Роберт Лэш                                                            | St. Louis Post-Dispatch                     | За выдающиеся редакционные статьи, написанные в течение 1965 года. |
| 1967 | Юджин Паттерсон                                                       | The Atlanta Constitution                    | За редакционные статьи, написанные в течение года. |
| 1968 | Джон Найт                                                             | Knight Newspapers                           | За выдающиеся редакционные статьи. |
| 1969 | Пол Гринберг                                                          | Pine Bluff Commercial                       | За редакционные статьи, написанные в течение 1968 года. |
| 1970 | Филипп Гейлин                                                         | Washington Post                             | За редакционные статьи 1969 года. |
| 1971 | Хоранс Дэвис-младший                                                  | The Gainesville Sun (Флорида)               | За редакционные статьи в поддержку мирной десегрегации в школах Флориды. |
| 1972 | Джон Штромейер                                                        | Bethlehem Globe-Times (Бетлехем)            | За редакционную кампанию по снижению расовой напряжённости в Бетлехеме. |
| 1973 | Роджер Линскотт                                                       | The Berkshire Eagle (Питсфилд, Массачусетс) | За редакционные статьи 1972 года. |
| 1974 | Гилман Спенсер                                                        | The Trentonian                              | За смелую кампанию по привлечению внимания общественности к скандалам в правительстве штата Нью-Джерси. |
| 1975 | Джон Морис                                                            | Charleston Daily Mail                       | За редакционные статьи о волнениях из-за рекомендованного школам округа Канова списка литературы. |
| 1976 | Филипп Керби                                                          | Los Angeles Times                           | За редакционные статьи против государственной тайны и судебной цензуры. |
| 1977 | Уоррен Леруд, Фостер Черч и Норман Кардоса                            | Reno Evening Gazette и Nevada State Journal | За редакционные статьи, бросающие вызов власти местного борделя. |
| 1978 | Мэг Гринфилд                                                          | The Washington Post                         | За избранные работы автора. |
| 1979 | Эдвин Йодер-младший                                                   | Washington Star                             | — |
| 1980 | Роберт Л. Бартли                                                      | Wall Street Journal                         | — |
| 1981 | Не вручалась                                                          | Не вручалась                                | Не вручалась |
| 1982 | Джек Розенталь                                                        | New York Times                              | — |
| 1983 | Редакция Miami Herald                                                 | Miami Herald                                | За кампанию против арестов нелегальных гаитянских иммигрантов федеральными офицерами. |
| 1984 | Альберт Скардино                                                      | The Georgia Gazette                         | За серию редакционных статей на различные местные и государственные темы. |
| 1985 | Ричард Арегуд                                                         | Philadelphia Daily News                     | За редакционные статьи на разные темы. |
| 1986 | Джек Фуллер                                                           | Chicago Tribune                             | За редакционные статьи на конституционную тематику. |
| 1987 | Джонатан Фридман                                                      | The San Diego Union-Tribune                 | За редакционные статьи, призывающие принять первую крупную иммиграционную реформу за 34 года. |
| 1988 | Джейн Хили                                                            | Orlando Sentinel                            | За серию редакционных статей, протестующих против чрезмерного хозяйственного освоения в округе Ориндж во Флориде. |
| 1989 | Лоис Вилле                                                            | Chicago Tribune                             | За редакционные статьи о различных локальных проблемах. |
| 1990 | Томас Хилтон                                                          | The Mercury                                 | За редакционные статьи о выпуске локальных облигаций для сохранения сельхозугодий и других незастроенных пространств в Пенсильвании. |
| 1991 | Рон Кейси, Гарольд Джексон и Джоуи Кеннеди                            | The Birmingham News                         | За редакционную кампанию, анализирующую недостатки в налоговой системе Алабамы и предлагающую необходимые реформы. |
| 1992 | Мария Хенсон                                                          | Lexington Herald-Leader                     | За редакционные статьи о домашнем насилии над женщинами в Кентукки, которые сосредоточили на проблеме внимание всего штата и повлекли к значительным реформам. |
| 1993 | Не вручалась                                                          | Не вручалась                                | Не вручалась |
| 1994 | Брюс Долд                                                             | Chicago Tribune                             | За серию статей, порицающих убийство трёхлетнего мальчика его жестокой матерью и осуждающих систему социальной защиты детей в Иллинойсе. |
| 1995 | Джеффри Гуд                                                           | St. Petersburg Times (Флорида)              | За редакционную кампанию, призывающую реформировать систему завещаний во Флориде для заселения земельных владений. |
| 1996 | Роберт Семпл-младший                                                  | New York Times                              | За редакционные статьи по вопросам окружающей среды. |
| 1997 | Майкл Гартнер                                                         | Ames Tribune (Эймс, Айова)                  | За отвечающие здравому смыслу редакционные статьи о проблемах, глубоко влияющих на жизнь людей в сообществе автора. |
| 1998 | Бернард Стейн                                                         | Riverdale Press (Бронкс, Нью-Йорк)          | За изящно написанные редакционные статьи о политике и других проблемах, волнующих жителей Нью-Йорка. |
| 1999 | Редакционная коллегия (имя не указано)                                | New York Daily News                         | За эффективную кампанию по спасению театра Аполло в Гарлеме от неумелого финансового руководства, угрожавшего существованию локальной достопримечательности. |
| 2000 | Джон К. Берсия                                                        | Orlando Sentinel                            | За резкую редакционную кампанию против хищнических практик кредитования в штате, которая вызвала изменения в местном законодательстве о кредитовании. |
| 2001 | Дэвид Моатс                                                           | Rutland Herald                              | За беспристрастную и авторитетную редакционную серию, комментирующую спорные вопросы, возникающие между гражданскими союзами и однополыми парами. |
| 2002 | Алекс Раксин, Боб Сипхен                                              | Los Angeles Times                           | За всесторонние и мощные редакционные статьи, исследующие проблемы и дилеммы, вызванные бездомными психически больными людьми. |
| 2003 | Корнелия Грумман                                                      | Chicago Tribune                             | За веские, свежие, бросающие вызов статьи о реформе смертной казни. |
| 2004 | Уильям Сталл                                                          | Los Angeles Times                           | За резкие редакционные статьи, которые анализируют неблагополучное правительство штата Калифорния, описывают методы правовой защиты и предлагают модель для решения сложных проблем штата. |
| 2005 | Том Филп                                                              | Sacramento Bee                              | За глубокое исследование о восстановлении затопленной долины Хетч-Хетчи в Калифорнии, которое повлекло активные действия. |
| 2006 | Рик Аттиг, Дуг Бейтс                                                  | The Oregonian                               | За убедительные, глубоко проработанные статьи о злоупотреблениях в затерянной психиатрической больнице Орегона. |
| 2007 | Артур Браун, Беверли Вайнтрауб, Хайди Эванс                           | New York Daily News                         | За сострадательные и убедительные редакционные статьи от имени работников Граунд-Зиро, чьи проблемы со здоровьем игнорировали и город, и нация. |
| 2008 | Не вручалась                                                          | Не вручалась                                | Не вручалась |
| 2009 | Марк Махони                                                           | The Post-Star                               | За неустанные, прагматичные статьи о рисках скрытности со стороны органов местного самоуправления, эффективно призывающие граждан отстаивать своё право на информацию. |
| 2010 | Тод Робберсон, Коллин Маккейн Нельсон, Уильям Маккензи                | The Dallas Morning News                     | За неустанные редакционные статьи, осуждающие заметное социальное и экономическое неравенство между благополучной северной половиной города и проблемной южной. |
| 2011 | Джозеф Раго                                                           | Wall Street Journal                         | За хорошо подготовленные неугодные редакционные статьи, оспаривавшие реформы здравоохранения, за которые выступал президент Барак Обама. |
| 2012 | Не вручалась                                                          | Не вручалась                                | Не вручалась |
| 2013 | Тим Никенс, Даниэль Рут                                               | Tampa Bay Times                             | За усердную кампанию, которая помогла отменить решение о прекращении фторирования водоснабжения в родном округе газеты с населением 700 тысяч человек. |
| 2014 | Редакция The Oregonian                                                | The Oregonian                               | За доступные редакционные статьи, объясняющие насущную, но сложную проблему увеличения затрат на пенсионное обеспечение, увлекающие читателей и показывающие связь между необходимыми решениями и их влиянием на повседневную жизнь. |
| 2015 | Кэтлин Кингсбери                                                      | Boston Globe                                | За предоставление читателям информации о банковских счетах работников ресторанов, чтобы раскрыть реальную цену недорогих позиций меню и человеческие издержки неравенства доходов. |
| 2016 | Джон Хэкворт, Брайан Глисон                                           | Sun Newspapers                              | За пылкие статьи, взывавшие к правде и переменам после нападения сотрудниками исправительных учреждений на заключённого, повлёкшего смерть последнего. |
| 2017 | Арт Каллен                                                            | Storm Lake Times                            | За основанные на дотошных репортажах редакционные статьи, впечатляющий опыт и увлекательный слог, которые успешно бросили вызов интересам влиятельных сельскохозяйственных корпораций Айовы. |
| 2018 | Энди Доминик                                                          | The Des Moines Register                     | За исследование, выдержанное в доступном и негодующем изложении, свободном от клише и сентиментальности, которое представляет негативные последствия для бедных жителей Айовы от приватизации Медикейд. |
| 2019 | Брент Стейплз                                                         | New York Times                              | За написанные с глубоким пониманием морали редакционные статьи, которые наметили неочевидные проблемы расизма в Соединённых Штатах в противоречивый момент в истории страны. |
| 2020 | Джеффри Герритт                                                       | Palestine Herald-Press                      | За редакционные статьи, которые поясняют, как находящиеся на предварительном заключении гибли ужасной смертью в маленькой тюрьме округа Техас, что отражает растущую тенденцию по всему штату, а также за мужественное противостояние местному шерифу и судебным органам, пытавшимся скрыть эти неуместные трагедии. |
| 2021 | Роберт Грин                                                           | Los Angeles Times                           | За редакционные статьи о работе полиции, реформе системы освобождения под залог, тюрьмах и психическом здоровье, в которых четко и целостно рассматривается система уголовного правосудия Лос-Анджелеса. |
| 2022 | Лиза Фалькенберг, Майкл Линденбергер, Джо Холли и Луис Карраско       | Houston Chronicle                           | За кампанию, которая благодаря эксклюзивным журналистским расследованиям разоблачила тактики подавления избирательных прав, опровергла миф о массовых фальсификациях на выборах и обосновала необходимость разумных реформ избирательной системы. |
| 2023 | Редакционная коллегия Miami Herald, за серию, написанную Эми Дрисколл | Miami Herald                                | За редакционные статьи о неспособности государственных служащих Флориды предоставить жителям многие финансируемые налогоплательщиками удобства и услуги, обещанные им на протяжении десятилетий. |
| 2024 | Дэвид Э. Хоффман                                                      | The Washington Post                         | За захватывающую и тщательно исследованную серию статей о новых технологиях и тактиках, используемых авторитарными режимами для подавления инакомыслия в цифровую эпоху, а также о том, как с ними можно бороться. |
| 2025 | Лия Бинковиц, Лиза Фалькенберг, Радж Манкад и Шэрон Стайнманн         | Houston Chronicle                           | За мощную серию материалов об опасных железнодорожных переездах, которая последовательно освещала проблемы людей и сообществ в зоне риска, в то время как издание требовало принятия неотложных мер. |